# Chiricahua National Monument
Le Chiricahua National Monument est un site faisant partie du National Park Service. Il est inscrit sur les listes de l'Union internationale pour la conservation de la nature (UICN) en tant que "monument naturel" (catégorie III). Il est situé dans les montagnes Chiricahua, à environ 60 kilomètres au sud-ouest de Willcox, Arizona. Le monument national a été érigé le 18 avril 1924 pour protéger ses vastes cheminées de fées et ses rochers en équilibre. Il a une superficie de 48 km².

## Description
On y trouve les traces de l'énorme éruption volcanique qui secoua la région il y plus ou moins 27 millions d'années. Cette éruption, connue sous le nom de l'éruption de Turkey Creek Caldera, a déposé de la cendre et de la pierre ponce, de nature hautement silicieuse, sur une hauteur de 640 mètres. Ces dépôts se solidifièrent en tuf rhyolitique. L'érosion modela les formes et caractéristiques naturelles que l'on peut désormais découvrir au Chiricuahua National Monument.
Ce monument national abrite également le Faraway Ranch dont étaient autrefois propriétaires les immigrants suédois Neil et Emma Erickson. Le district historique appelé Chiricahua National Monument Historic Designed Landscape est également inscrit au Registre national des lieux historiques.

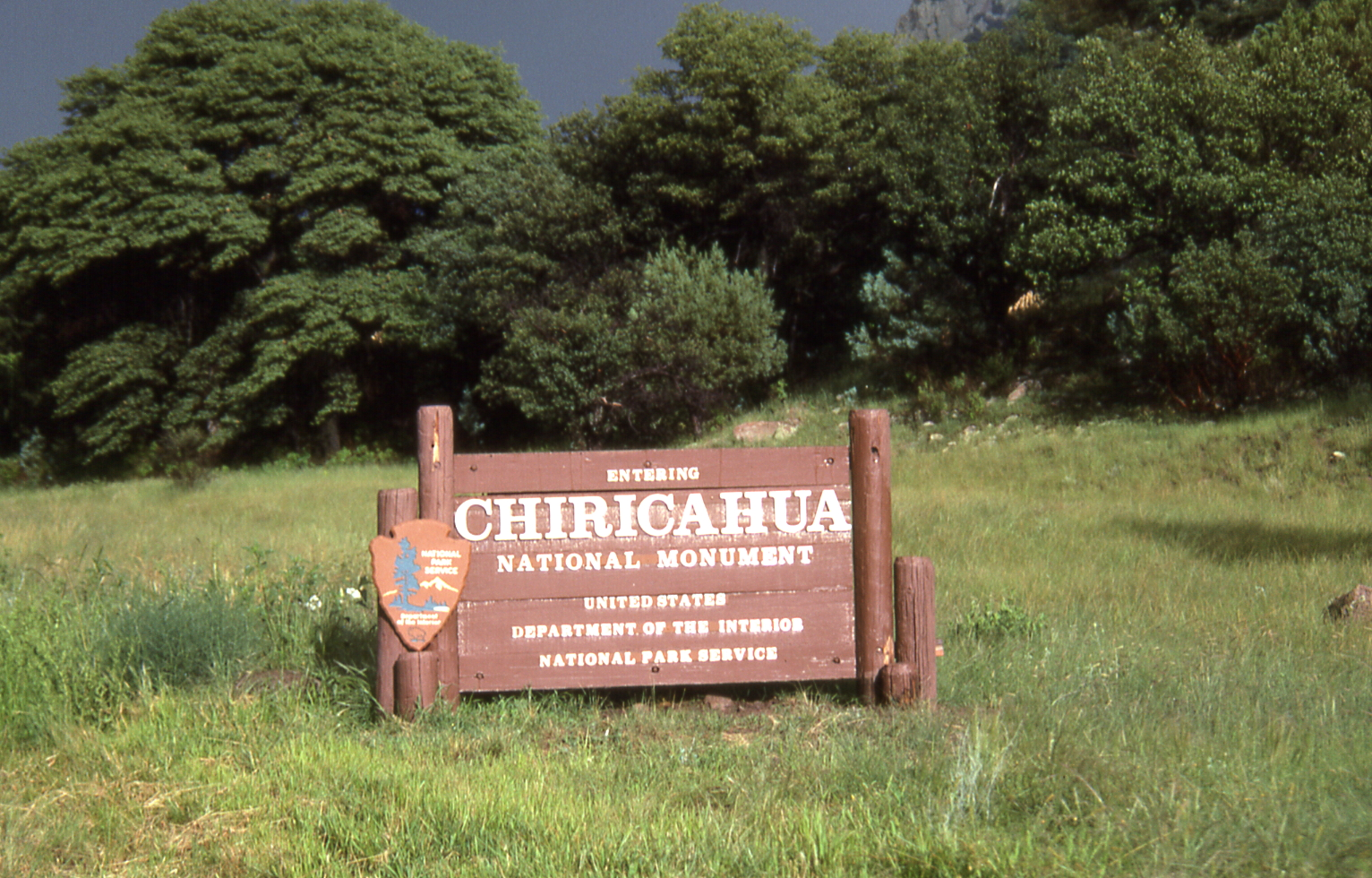
Entrée du parc national Chiricahua.
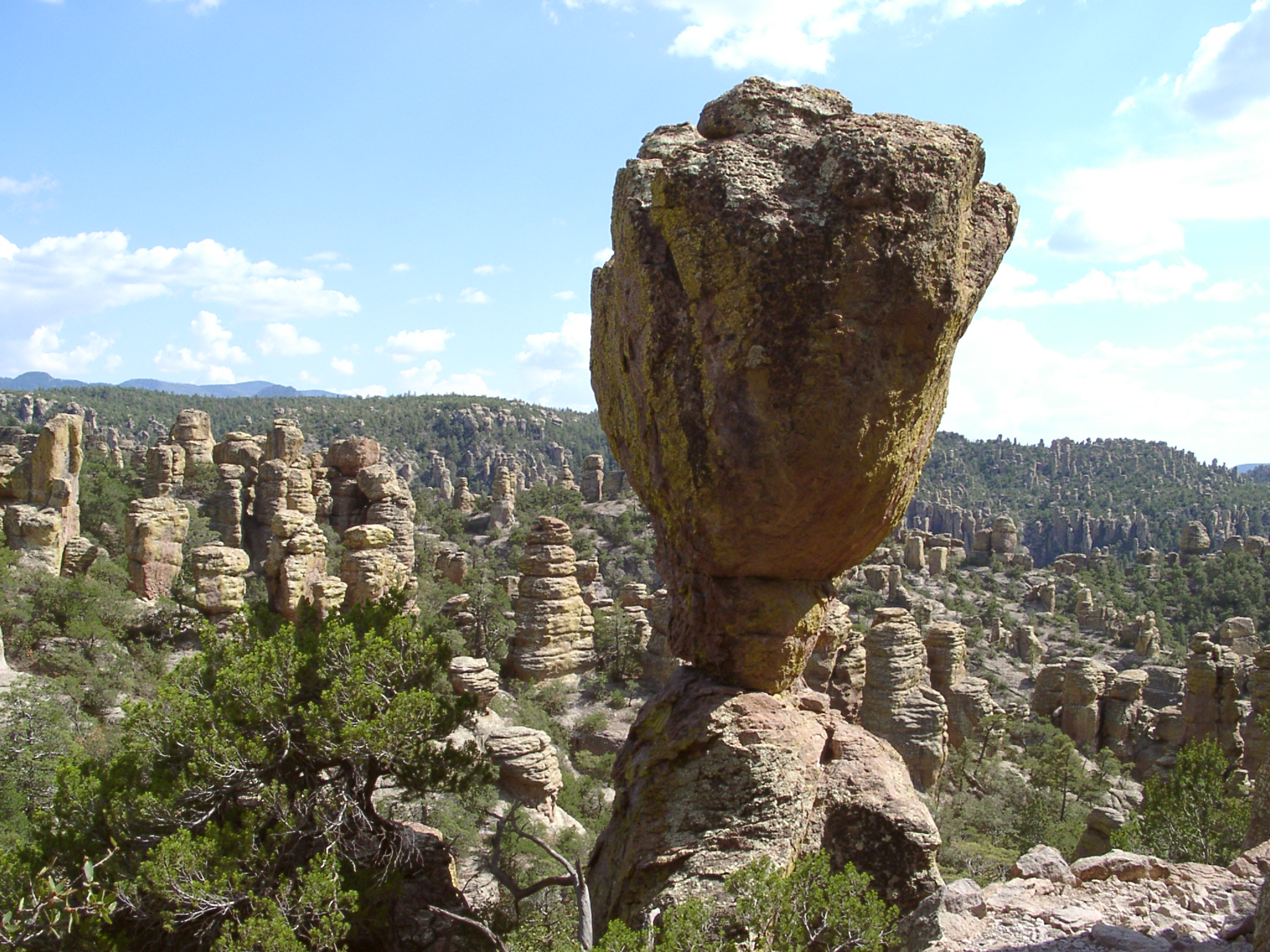
Bloc de pierre en équilibre sur une colonne plus étroite.
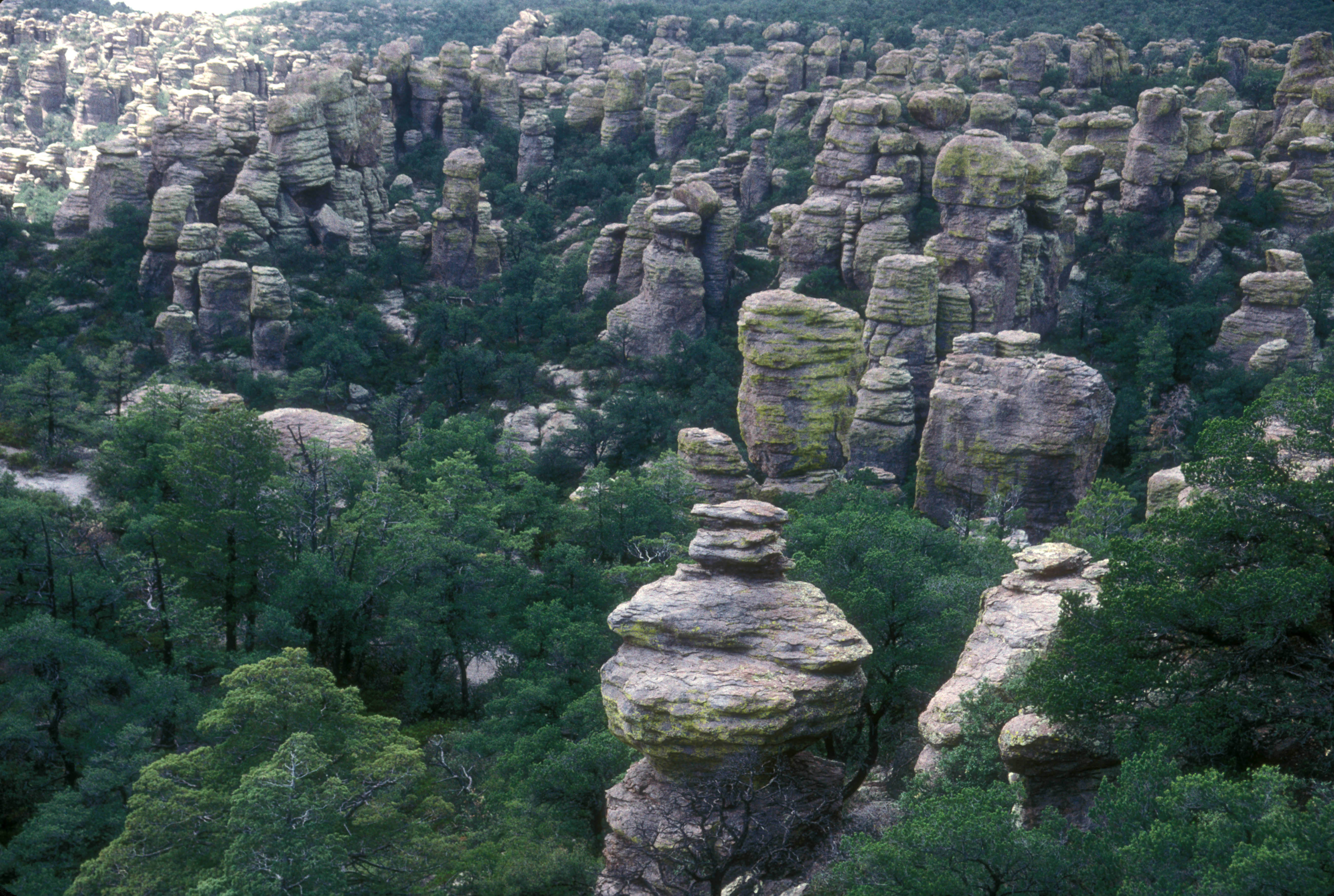
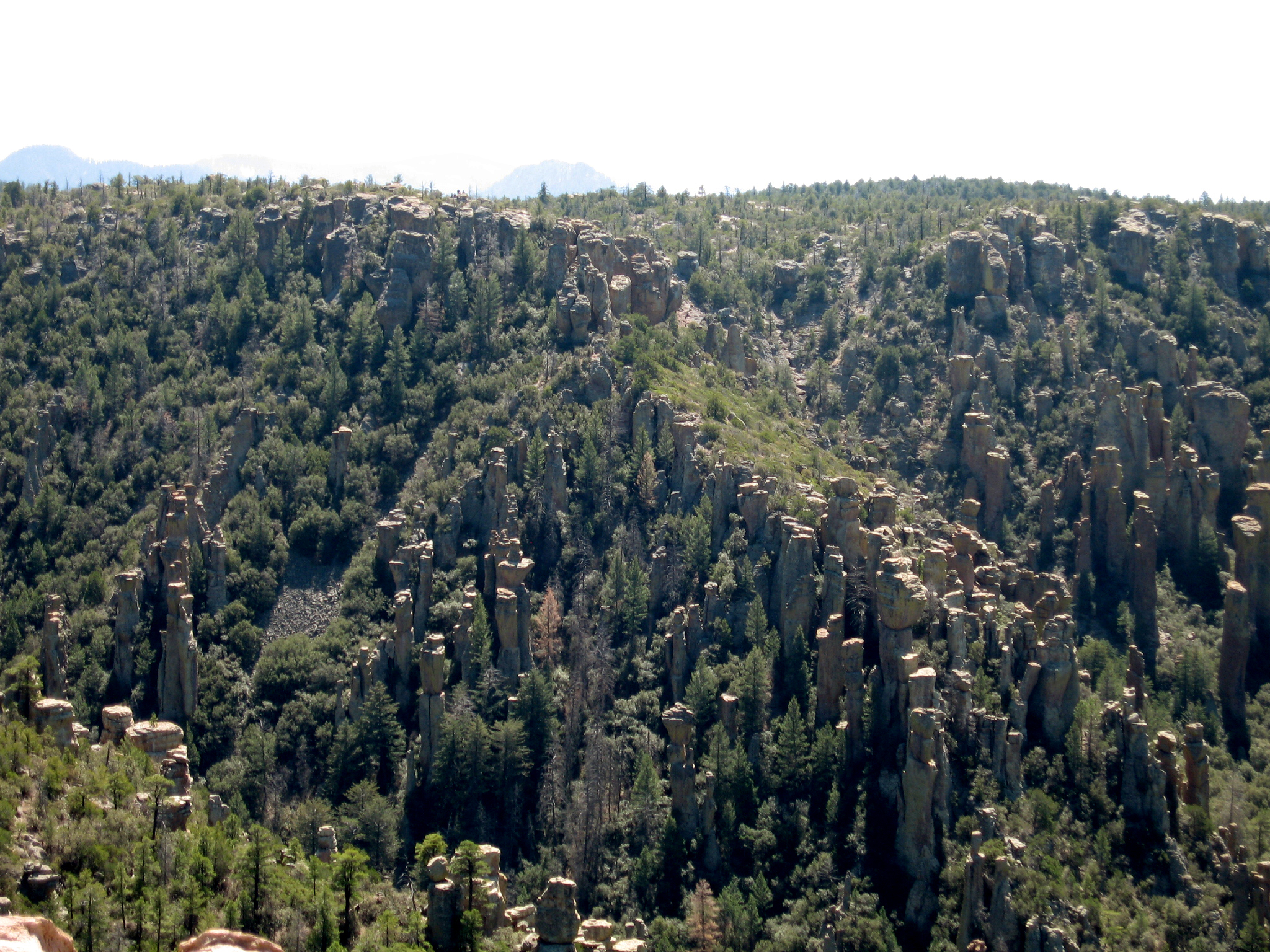
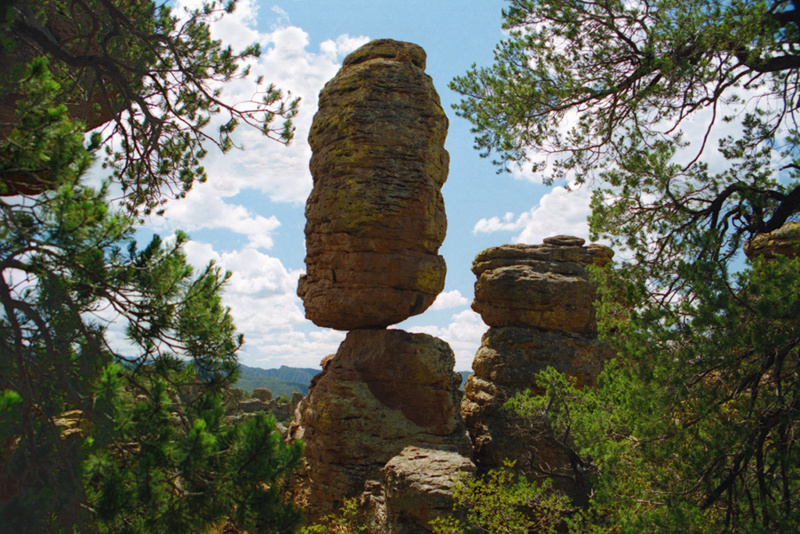